# 第70回日本選手権競輪
第70回日本選手権競輪（だい70かい にほんせんしゅけんけいりん）は、2016年4月30日から5月5日まで、静岡競輪場にて開催された、競輪のGI競走である。優勝賞金6,500万円。
4月14日より発生した熊本地震を受け、被災地支援競走として実施。平成28年熊本地震被災地支援競輪第70回日本選手権競輪の名称で開催された（サブタイトルは駿府ダービー）。
GW期間の開催としては初の、日本選手権競輪となった（従来は3月に行われていた）。

## 決勝戦

### 成績
- 5月5日（木祝） 16:30 第11レース[3][4]
- 誘導員…土屋裕二（静岡）

| 着 | 車番 | 選手       | 登録地 | 級 班 | 着差     | 決まり手 | 上がり (秒) | H/B | 特記 |
| -- | ---- | ---------- | ------ | ----- | -------- | -------- | ----------- | --- | ---- |
| 1  | 4    | 中川誠一郎 | 熊本   | S1    |          | 捲くり   | 11.2        | B   |      |
| 2  | 7    | 吉田敏洋   | 愛知   | S1    | 4車身    | 捲くり   | 11.4        |     |      |
| 3  | 1    | 渡邉晴智   | 静岡   | S1    | 1/2車身  |          | 11.3        |     |      |
| 4  | 6    | 牛山貴広   | 茨城   | S1    | 3/4車身  |          | 11.2        |     |      |
| 5  | 9    | 近藤龍徳   | 愛知   | S1    | 1/2車身  |          | 11.3        |     |      |
| 6  | 5    | 新田祐大   | 福島   | SS    | 1車身    |          | 11.7        | H   |      |
| 7  | 3    | 稲川翔     | 大阪   | S1    | 1車身1/2 |          | 11.6        |     |      |
| 8  | 8    | 松坂英司   | 神奈川 | S1    | 3車身    |          | 11.8        |     |      |
| 9  | 2    | 深谷知広   | 愛知   | S1    | 大差     |          |             |     |      |

### 配当金額
| 枠番二連勝 | 複式   | 4=5   | 490円    |
| 枠番二連勝 | 単式   | 4-5   | 820円    |
| 車番二連勝 | 複式   | 4=7   | 2,370円  |
| 車番二連勝 | 単式   | 4-7   | 5,210円  |
| 三連勝     | 複式   | 1=4=7 | 8,700円  |
| 三連勝     | 単式   | 4-7-1 | 48,950円 |
| ワイド     | ワイド | 4=7   | 880円    |
| ワイド     | ワイド | 1=4   | 940円    |
| ワイド     | ワイド | 1=7   | 1,040円  |

### レース概要
深谷と新田が、残り1周前から激しい主導権争いを見せる。外に浮いて後退した深谷を目掛ける形で、最終ホームの最後方位置から中川が一気に仕掛ける。これに気づいた吉田も2コーナーから3番手捲りを打つものの、中川が後続を大きく離したままゴールし、GI初優勝を飾った。吉田が2着、新田後位から吉田に切り替えた渡邉が3着。

## 特記事項
- 静岡競輪場でのGI開催は、山崎芳仁が優勝した前年2015年の第30回全日本選抜以来。日本選手権競輪開催は渡邉晴智が優勝した2008年の第61回大会以来8年ぶり5回目の開催となった。

- 本開催の初日であった4月30日から静岡競輪場の新キャラクターに「レーサーパンダ」が就任した[6]。

- 地上波の決勝戦中継は「坂上忍の勝たせてあげたいTV 第70回日本選手権競輪GI」《日本テレビ系列全国ネット》[7][8]。

- 六日間の本場の総入場者数は51,245人（最終日は13,181人）だった[9]。

- 六日間の総売上は153億2196万7500円[10]（最終日は39億3703万5500円[11][12]）。目標の148億円をクリアした[13]。150億円を超えたのは、2012年の第65回大会（熊本・155億4043万1900円）[14]以来。

### 競走データ
- 日本選手権の連続出場記録を、西川親幸（25回）、伏見俊昭（20回）が達成した[15]。

- 初日11R（特選予選）は8車立（井上昌己が当日欠場）ながら、80万3240円（333番人気）のダービー3連単史上最高配当となった[16][17]（GIでは2011年の寬仁親王牌・85万9900円に次ぐ史上2位）[18]。

- グランドスラムに最も近い山崎芳仁は、3月の名古屋と同様、二次予選で敗退した。

- 5日目6R（特選2）で和田健太郎（千葉87期）が10秒8の当地バンクレコードタイ記録を出した[19]。

- 決勝メンバー中、近藤龍徳は今回がGI初優出となった[20]。なお、父の幸徳（52期）は過去、日本選手権では準決勝進出（2回）が最高であった。

- 熊本県を登録地とする選手のダービー制覇は、宮本義春、宮路雄資に次ぐ（第20回大会以来、50年ぶり）。九州勢では吉岡稔真に次ぐ（第59回大会以来、10年ぶり）。

- 熊本県を登録地とする選手のGI優勝は、合志正臣（2006年の第22回全日本選抜）以来[21]。九州勢では園田匠（2015年の第24回寬仁親王牌）以来。